# Plantago akkensis
Plantago akkensis är en grobladsväxtart. Plantago akkensis ingår i släktet kämpar, och familjen grobladsväxter.

## Underarter
Arten delas in i följande underarter:
- P. a. akkensis
- P. a. ounifensis